# Pick Me Up Off the Floor
Pick Me Up Off the Floor è il settimo album in studio della cantautrice statunitense Norah Jones, pubblicato nel 2020.

## Descrizione
Pick Me Up Off the Floor segna un nuovo step nella carriera di Norah Jones: dopo la fase sperimentale conclusasi col precedente Day Breaks e parzialmente ripresa nella collezione di singoli Begin Again, la cantante abbraccia sonorità blues, gospel, soul e hip hop.
Per la composizione dell'album, Norah si è affidata a un corposo team creativo comprendente Leon Michels, Brian Blade e Jeff Tweedy, quest'ultimo produttore dell'intero album; oltre al pianoforte e alla chitarra elettrica, la cantante si cimenta inoltre col suono del wurlitzer, dell'organo e della celesta. Tutti i testi sono di Norah Jones, che nella traccia Were you watching? rielabora una poesia di Emily Fiskio.
Il primo singolo promozionale I'm alive viene rilasciato il 12 marzo 2020, pochi giorni dopo l'inizio della Pandemia da COVID-19; a causa dell'emergenza sanitaria l'uscita dell'album, inizialmente prevista per il 15 maggio, viene posticipata al 12 giugno. Oltre al primo, vengono rilasciati come singoli promozionali How I weep, Tryin' to keep it together, Were you watching? e Flame Twin; inoltre saranno pubblicati video promozionali per Hurts to be alone e To live.

## Tracce
1. How I Weep – 4:42
2. Flame Twin – 3:21
3. Hurts To Be Alone – 3:25
4. Heartbroken, Day After – 4:12
5. Say No More – 4:58
6. This Life – 2:38
7. To Live – 4:28
8. I'm Alive – 4:16
9. Were You Watching? – 5:16
10. Stumble On My Way – 3:53
11. Heaven Above – 4:16

Tracce edizione deluxe
1. Street Strangers
2. Tryin' To Keep It Together

## Classifiche
| Classifica (2020) | Posizione massima |
| ----------------- | ----------------- |
| Australia         | 21                |